# عماد حمدي (لاعب كرة قدم)
عماد حمدي (مواليد 3 يناير 1993) هو لاعب كرة قدم مصري يلعب لصالح النادي الإسماعيلي في مركز الوسط الدفاعي.